# Édouard Spach
Édouard Spach (Strasburgo, 26 novembre 1801 – Parigi, 18 maggio 1879) è stato un botanico francese.

## Biografia
Spach era figlio di un commerciante di Strasburgo. Terminati gli studi secondari, si recò a Parigi, dove assistette ai corsi dei botanici René Desfontaines (1750-1831) e Antoine-Laurent de Jussieu (1768-1836). Frequentando l'ambiente dei naturalisti, conobbe Charles-François Brisseau de Mirbel (1776-1854), che lo assunse come segretario. Quando Mirbel ebbe la nomina di professore presso il Muséum national d'histoire naturelle di Parigi, Spach lo seguì e iniziò a lavorare per il Museo. Spach trascorse tutto il resto della sua vita nel Museo.

Nominato aiuto-naturalista, si fece subito apprezzare per le sue competenze in botanica e pubblicò numerose monografie.

Alla morte di Charles Gaudichaud, nel 1854, fu nominato Curatore e susseguentemente Conservatore delle Gallerie di Botanica. Completati gli ultimi tomi delle "Illustrationes", Spach smise di scrivere e di pubblicare testi e si dedicò interamente alla classificazione e alla determinazione degli esemplari presenti negli erbari del Museo.

Per venticinque anni annotò migliaia di esemplari, con la sua caratteristica scrittura inclinata: fu un lavoro immenso, eseguito con minuzia e abnegazione, che egli portò avanti sino ai suoi ultimi giorni.

Durante l'elogio funebre, Édouard Bureau disse di lui: «La vita di Monsieur Spach fu fatta di lavoro, di modestia e di dedizione. È difficile raccontare una tale esistenza, nella quale tutti i giorni si assomigliano, ma ci si deve inchinare davanti ad essa, poiché tale vita riassume un attaccamento assoluto alla Scienza e al dovere».

## Opere principali
- "Histoire naturelle des végétaux. Phanérogames". Opera in 14 volumi e un Atlante. Edita da Roret a Parigi dal 1834 al 1848 nella collana Suites à Buffon.
- "Illustrationes plantarum orientalium". Opera in 5 volumi. Edita da Roret a Parigi, dal 1842  al 1856. Quest'ultimo lavoro fu compiuto in collaborazione con il conte Hippolyte Jaubert (1798-1874).